# Jean-Clair Todibo
Jean-Clair Todibo (ur. 30 grudnia 1999 w Kajenna) – francuski piłkarz, występujący na pozycji obrońcy w angielskim klubie West Ham United, do którego jest wypożyczony z OGC Nice oraz w reprezentacji Francji.

## Kariera klubowa
Todibo jest wychowankiem klubu FC Les Lilas. W 2016 roku rozpoczął treningi z juniorskim zespołem klubu Toulouse FC. W 2017 roku trafił do zespołu rezerw tego klubu, a w 2018 roku zadebiutował w pierwszej drużynie. 31 stycznia 2019 roku został piłkarzem FC Barcelona.
5 października został wypożyczony na dwa sezony do klubu SL Benfica.

## Statystyki kariery
Stan na koniec sezonu 2021/22
| Klub                 | Sezon      | Liga  | Liga | Puchar kraju | Puchar kraju | Puchar ligi | Puchar ligi | Europa | Europa | Inne  | Inne | Razem | Razem |
| Klub                 | Sezon      | Mecze | Gole | Mecze        | Gole         | Mecze       | Gole        | Mecze  | Gole   | Mecze | Gole | Mecze | Gole  |
| -------------------- | ---------- | ----- | ---- | ------------ | ------------ | ----------- | ----------- | ------ | ------ | ----- | ---- | ----- | ----- |
| Toulouse B           | 2016/17    | 1     | 0    | –            | –            | –           | –           | –      | –      | –     | –    | 1     | 0     |
| Toulouse B           | 2017/18    | 8     | 0    | –            | –            | –           | –           | –      | –      | –     | –    | 8     | 0     |
| Toulouse B           | Razem      | 9     | 0    | –            | –            | –           | –           | –      | –      | –     | –    | 9     | 0     |
| Toulouse FC          | 2018/19    | 10    | 1    | 0            | 0            | 0           | 0           | –      | –      | –     | –    | 10    | 1     |
| FC Barcelona         | 2018/19    | 2     | 0    | 0            | 0            | –           | –           | 0      | 0      | –     | –    | 2     | 0     |
| FC Barcelona         | 2019/20    | 2     | 0    | 0            | 0            | –           | –           | 1      | 0      | 0     | 0    | 3     | 0     |
| FC Barcelona         | Razem      | 4     | 0    | 0            | 0            | –           | –           | 1      | 0      | 0     | 0    | 5     | 0     |
| FC Schalke 04 (wyp.) | 2019/20    | 8     | 0    | 2            | 0            | 0           | 0           | –      | –      | –     | –    | 10    | 0     |
| SL Benfica (wyp.)    | 2020/21    | 0     | 0    | 0            | 0            | 1           | 0           | 0      | 0      | 1     | 0    | 2     | 0     |
| OGC Nice (wyp.)      | 2020/21    | 15    | 1    | 2            | 0            | –           | –           | –      | –      | –     | –    | 17    | 1     |
| OGC Nice             | 2021/22    | 36    | 1    | 4            | 0            | –           | –           | –      | –      | –     | –    | 40    | 1     |
| W karierze           | W karierze | 82    | 3    | 8            | 0            | 1           | 0           | 1      | 0      | 1     | 0    | 93    | 3     |

## Sukcesy

### FC Barcelona
- Mistrzostwo Hiszpanii: 2018/2019